# Televisión Española
Televisión Española (TVE) é a empresa gestora da televisão pública espanhola. Começou as suas transmissões regulares em 28 de outubro de 1956 e pertence a Corporación de Radio y Televisión Española, S.A., S.M.E. desde 1 de janeiro de 2007 (anteriormente Ente Público Radiotelevisión Española). A Corporación de Radio y Televisión Española engloba tanto a própria Televisión Española como a Radio Nacional de España, o Instituto RTVE e a Orquesta y Coro de Radiotelevisión Española. Além disso, é associada a União Europeia de Radiodifusão.
A TVE é o carro-chefe do maior grupo audiovisual da Espanha. Está presente com suas transmissões em cinco continentes via satélite e através das principais operadoras de cabo da Europa, América e Ásia.
Desde 1 de janeiro de 2010, se financia através de subsídios públicos e impostos diretos sobre os operadores privados de televisão e telefonia, abandonando o mercado publicitário. A Espanha é um dos poucos países da União Europeia no qual os cidadãos não pagam um cânone para subsidiar de maneira parcial ou total a radiodifusão pública.

## Logotipos

1956 - 1962
1962 - 1991
1991 - 2008
2008-Atualmente

## Canais da TVE
Atualmente a TVE é constituída pelos seguintes canais:
| Logótipo | Canal             | Descrição | Fundação                          |
| -------- | ----------------- | --- | --------------------------------- |
|          | La 1              | Generalista, dedicado à informação, ficção, entretenimento, documentários e desporto.                                              | 28 de outubro de 1956 (68 anos)   |
|          | La 2              | Canal dedicado à cultura, documentários da vida selvagem, clássico filmes nacionais e estrangeiros e séries americanas.            | 15 de novembro de 1966 (58 anos)  |
|          | 24h               | Canal de informação e de magazines.                                                                                                | 15 de setembro de 1997 (27 anos)  |
|          | Teledeporte       | Canal dedicado ao desporto. | 14 de fevereiro de 1994 (31 anos) |
|          | Clan              | Canal de televisão de temática infantil e juvenil, emitindo séries espanholas e estrangeiras, de imagem real ou desenhos animados. | 12 de dezembro de 2005 (19 anos)  |
|          | La 1 UHD          | Simultâneo em ultra alta definição da La 1.                                                                                        | 11 de fevereiro de 2024 (1 ano)   |
|          | TVE Internacional | Canal internacional. | 1 de dezembro de 1989 (35 anos)   |
|          | Star TVE          | Canal internacional dedicado à séries espanholas.                                                                                  | 18 de janeiro de 2016 (9 anos)    |

### Canais extintos

Canal Nostalgia 1996-2005Canal Nostalgia 1996-2005
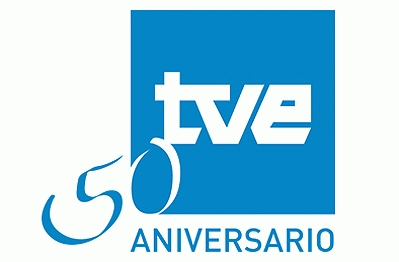
TVE-50 2006-2007
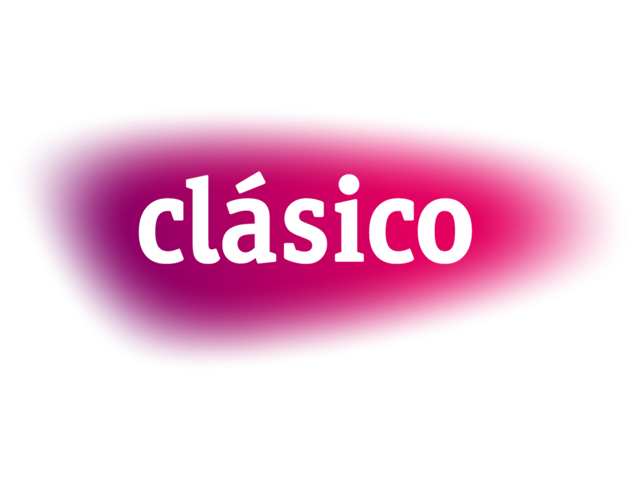
Canal Clásico 1994-2010
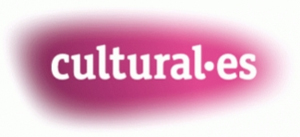
Cultural·es 2009-2011

## Audiência
| Canal       | Ano  | Media |
| ----------- | ---- | ----- |
| RTVE        | 2016 | 16,8% |
| La 1        | 2016 | 10,1% |
| La 2        | 2016 | 2,6%  |
| Clan        | 2016 | 2,2%  |
| 24h         | 2016 | 0,9%  |
| Teledeporte | 2016 | 0,9%  |

## Jornalistas

### Telejornais
- Ana Ibañez e Diego Losada (Telediario Matinal)
- Pilar Múñiz (Telediario 1)
- Ana Blanco (Telediario 2)
- Pedro Carreño e Raquel Martínez (Telediario Fin de Semana)

### Desporto
- Estefanía Rey (Telediario Matinal)
- Sergio Sauca (Telediario 1)
- María Escario (Telediario 2)
- Aresenio Cañada (Telediario Fin de Semana)

### Informação
- Alejandra Alloza
- Beatriz Ariño
- Almudena Ariza
- María José Aristizábal
- Luis de Benito
- Vicente Luis Botín
- Juan Cuesta
- Baltasar Magro
- Mayte Pascual
- Pilar Requena
- Sagrario Ruiz de Apodaca
- Felipe Sahagún
- Elena Sánchez
- Esteban Sánchez-Ocaña
- José María Siles
- Mara Torres

### Meteorologia
- Silvia Laplana
- Albert Barniol
- Mónica López
- Martín Barreiro
- Ana de Roque

### Apresentadores
- Mariló Montero
- Anne Igartiburu
- Pilar G. Muñiz
- Mercedes Torre
- Toni Burón
- María José Molina
- Mara Torres
- Eduard Punset
- Jordi Hurtado
- Pepa Bueno
- Fernando Ónega
- Ciudadano García